# جی. کی. ایهالاینن
جی. کی. ایهالاینن (فنلاندی: J. K. Ihalainen؛ زادهٔ ۶ ژانویهٔ ۱۹۵۷) مؤلف (پدیدآور)، نویسنده و شاعر اهل فنلاند است.
وی همچنین برندهٔ جوایزی همچون جایزه اینو لینو شده‌است.